# Podzvukové střelivo
Podzvukové (též subsonické) je takové střelivo, jehož počáteční rychlost  střely je nižší než je rychlost zvuku ve vzduchu. Počáteční rychlost střely závisí jednak na hlavni konkrétní zbraně, ale především na konstrukci a laboraci náboje. 
Počáteční rychlost střely může být u některých nábojů podzvuková vždy. U vybraného střeliva, které má standardní počáteční rychlost vyšší než je rychlost zvuku se vyrábějí speciální varianty se sníženou rychlostí střely. Tyto varianty potom bývají označeny jako podzvukové (subsonické). 

## Terminologie
Pro označení tohoto typu střeliva se používá více termínů:
- Podzvukové střelivo
- Podzvuková munice
- Subsonické střelivo
- Subsonická munice

## Rychlost zvuku
Rychlost zvuku závisí na prostředí a teplotě. V suchém vzduchu při teplotě 0 °C je 331,4m/s. Při teplotě 25 °C je rychlost již 346,3m/s. 

## Počáteční rychlost střely a energie
V praxi se uvádí a používá pojem počáteční rychlost střely, ale jedná se o teoretickou počáteční rychlost střely, která je mírně vyšší než skutečná rychlost střely. Je to důsledkem způsobu jak jsou v praxi eliminovány děje přechodové balistiky. 
Běžná počáteční rychlost vybraných střel:
| Příklady balistických hodnot nábojů | Příklady balistických hodnot nábojů | Příklady balistických hodnot nábojů | Příklady balistických hodnot nábojů |
| ----------------------------------- | ----------------------------------- | ----------------------------------- | ----------------------------------- |
| Náboj ráže                          | Typ střely                          | Hmotnost střely (g)                 | Počáteční rychlost (m/s)            |
| 9mm Luger                           | FMJ                                 | 7.5                                 | 390                                 |
| 9mm Luger                           | FMJ                                 | 8                                   | 360                                 |
| 9mm Luger                           | SP                                  | 8                                   | 355                                 |
| 9mm Luger Subsonic                  | FMJ                                 | 9                                   | 315                                 |

Energie střely závisí na její hmotnosti a rychlosti. Proto aby nebyla energie podzvukových nábojů příliš snížena může být náboj vybaven střelou s vyšší hmotností.

## Hluk výstřelu
Hluk výstřelu má více zdrojů. Dva hlavní zdroje akustického efektu výstřelu palné zbraně jsou: 

- tlaková vlna u ústí hlavně způsobená expanzí plynů
- záblesková tlaková vlna způsobená teplotním rázem

Pokud má střela opouštějící hlaveň nadzvukovou rychlost, potom se ke zdrojům hluku výstřelu přidává  aerodynamický třesk. Při použití podzvukového (subsonického) střeliva k aerodynamickému třesku nedojde. Hluk výstřelu není eliminován zcela. Je zeslaben tím, že je eliminován jeden z jeho zdrojů.